# Vernal (cratera)
A cratera Vernal é uma cratera em Marte, localizada a 6° latitude norte e 355.5° longitude oeste no quadrângulo de Oxia Palus. Seu diâmetro é de 57 km e seu nome vem de uma cidade no  Utah, Estados Unidos.  Devido às suas estruturas semelhantes às fontes termais da Terra encontradas por lá, essa cratera é o cenário de uma das descobertas mais importantes na busca por vida em Marte.